# Nehemías 12

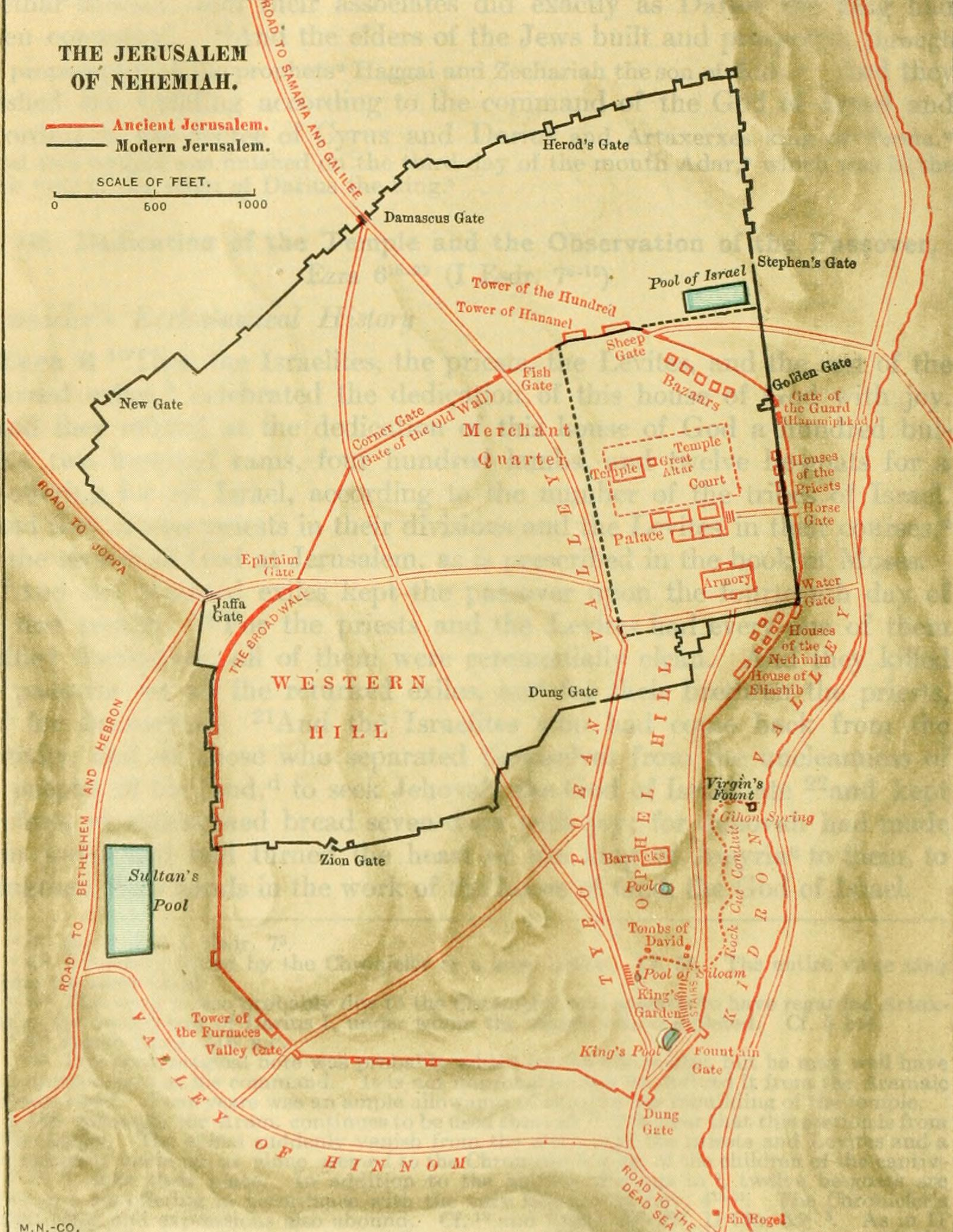
Mapa de Jerusalén en la época de Nehemías. El Antiguo Testamento del estudiante (1904) por Charles Foster Kent (1867-1925)

Nehemías 12 es el decimosegundo capítulo del Libro de Nehemías del Antiguo Testamento de la Biblia cristiana, o el capítulo 11 del libro de Esdras-Nehemías en la Biblia hebrea, que trata el libro de Esdras y el libro de Nehemías como un solo libro. La tradición judía afirma que Esdras es el autor de Esdras-Nehemías, así como del Libros de las Crónicas, pero los eruditos modernos generalmente aceptan que un compilador del siglo V a. C. (el llamado «Cronista») es el autor final de estos libros. Este capítulo relata el linaje de los sacerdotes y levitas y describe la dedicación de las murallas de Jerusalén, cuya construcción ha sido una preocupación primordial desde el principio del libro.

## Texto
El texto original de este capítulo está en el idioma hebreo. En las Biblias en inglés este capítulo está dividido en 47 versículos.

### Testigos textuales
Algunos de los primeros manuscritos que contienen el texto de este capítulo en Hebreo son del Texto Masorético, entre los que se incluye el Codex Leningradensis (1008).
También existe una traducción al griego koiné conocida como Septuaginta, realizada en los últimos siglos a. C.. Los manuscritos antiguos existentes de la versión Septuaginta incluyen el Codex Vaticanus (B; {\displaystyle {\mathfrak {G}}}B; siglo IV), el Codex Sinaiticus (S; BHK: {\displaystyle {\mathfrak {G}}}S; siglo IV), y Codex Alexandrinus (A; {\displaystyle {\mathfrak {G}}}A; siglo V).

## Sacerdotes y levitas (12:1-26)
Esta parte registra las diversas listas de sacerdotes y levitas para documentar la autenticidad de la comunidad judía y su autoridad religiosa, con el fin de dar legitimidad a esta comunidad postexílica. La lista comienza con los que se dice que regresaron con Zorobabel en la primera oleada en la época del rey persa Ciro (versículos 1-9), pero esta lista es bastante diferente de la de Esdras 2. Después de enumerar a los sumos sacerdotes desde el último en el momento del exilio, Jozadak, el padre de Jeshua, hasta Jaddua (versículos 10-11), registra a los que regresaron en el momento de Esdras (versículos 12-21), con una nota cuidadosa sobre sus fuentes (versículos 22-23).

### Versículo 1
Estos son los sacerdotes y levitas que subieron con Zorobabel, hijo de Salatiel, y con Jesúa:
Seraiá, Jeremías, Esdras,
- «Zorobabel» era el líder del grupo y de la línea de David (1 Crónicas 3:19), por lo que está asociado con la esperanza mesiánica en el libro de Zacarías, aunque esta asociación no se menciona en este libro. [12] Su cargo no se menciona en este libro, pero se le identifica como el «gobernador de Judá» en Hageo 1:1, Hageo 1:14; Hageo 2:2.[13]
- «Jesúa»: o «Josué».[14] Su cargo no se menciona en este libro, pero se le identifica como el «sumo sacerdote» en Hageo 1:1, Hageo 1:12, Hageo 1:14; Hageo 2:2; Zechariah 3:1.[13]

### Versículo 3
Shecaniah, Rehum, Meremoth,
- «Secanías»: el nombre de la décima de las «24 turnos sacerdotales» en 1 Crónicas 24.[16] Este nombre aparece en una inscripción en piedra que se encontró en 1970 en una columna parcialmente enterrada en una mezquita, en la aldea yemení de Bayt al-Ḥaḍir, entre los diez nombres de los barrios sacerdotales y sus respectivas ciudades y aldeas. Esta «inscripción yemení» es la lista de nombres de este tipo más larga jamás descubierta, hasta la fecha. Los nombres legibles en la columna de piedra descubierta por Walter W. Müller.[17] Se escribe como «Shebaniah» en Nehemías 12:14 (cf. Nehemías 10:4; 1 Crónicas 3:21).[16][18]
- «Rehum»: escrito como «Harim» en Nehemías 12:15.[19]
- «Meremot»: escrito como «Meraiot» en Nehemías 12:15.[20]

### Versículo 4
Iddo, Ginnethoi, Abías, ref. Nehemías 12:4 New King James Version
- «Ginnethoi»: escrito como «Ginnethon» en varios manuscritos hebreos y en la versión latina de la Vulgata (cf. Nehemías 12:16 y NVI, NCV, NLT).[21][22]
- «Abías»: el nombre de la octava de los «24 turnos sacerdotales» en 1 Crónicas 24.[16] Zacarías, el padre de Juan el Bautista, era miembro de esta división (Lucas 1:5; también escrito como «Abia»).[16] Este nombre aparece en la «inscripción yemení» de 1970, encontrada en la aldea yemení de Bayt al-Ḥaḍir, entre los diez nombres de los barrios sacerdotales y sus respectivas ciudades y aldeas (cf. Versículo 3 «Shec aniah").[17]

### Versículo 5
Mijamin, Maadiah, Bilgah, ref. Nehemías 12:5 NKJV
- «Mijamin»: del hebreo מִיָּמִ֥ין; el nombre de la sexta de los «24 turnos sacerdotales» en 1 Crónicas 24 (se escribe מִיָּמִ֖ן).[16] Este nombre aparece en la «Inscripción yemení», encontrada en 1970 en la aldea yemení de Bayt al-Ḥaḍir, entre los diez nombres de los barrios sacerdotales y sus respectivas ciudades y aldeas (cf. Versículo 3 «Secanías»).[17] Se escribe como «Minjamin» (מִ֨נְיָמִ֔ין) en Nehemías 12:17.[23]
- «Maadiah»: del hebreo מַֽעַדְיָ֖ה, escrito como «Moadiah» (מוֹעַדְיָ֖ה) en Nehemías 12:17.[24] Probablemente sea lo mismo que «Maaziah» (מַֽעַזְיָ֖הוּ), el nombre del vigésimo cuarto de los «24 turnos sacerdotales» en 1 Crónicas 24.[25]
- «Bilgah»: El nombre del decimoquinto de las «24 turnos sacerdotales» en 1 Crónicas 24 (cf. Nehemías 10:8).[16]

### Versículo 15
de Harim, Adna;
de Meraioth, Helkai;
- «Harim»: el nombre del tercero de los «24 turnos sacerdotales» en 1 Crónicas 24 (cf. Nehemías 10:5, escrito como «Rehum» en Nehemías 12:3[27]).[16] Un fragmento de los Rollos del Mar Muerto (4Q325; «Mishmarot D») menciona:

El comienzo del [segundo] mes es [el sexto] [día] del curso de Jedaiah. El segundo día del mes es el sábado del curso de Harim....
- «Meraioth»: escrito como «Meremoth» en Nehemías 12:3 (cf. Nehemías 10:5).[29]

### Versículo 17
de Abías, Zicri;
el hijo de Miniamín;
de Moadías, Piltai;
- «Abías»: el nombre del octavo de los «24 turnos sacerdotales» en 1 Crónicas 24.[16] Zacarías, el padre de Juan el Bautista, era miembro de esta división (Lucas 1:5; también escrito como «Abia»).[31] Este nombre aparece en la «inscripción yemení» de 1970, encontrada en la aldea yemení de Bayt al-Ḥaḍir, entre los diez nombres de los barrios sacerdotales y sus respectivas ciudades y aldeas (cf. versículo 3 «Secanías» «).[17]
- »Minjamin": del hebreo מִ֨נְיָמִ֔ין; escrito como »Mijamin» (מִיָּמִ֥ין) en Nehemías 12:5,[23] el nombre del sexto de los «24 divisiones sacerdotales» en 1 Crónicas 24 (deletreado como מִיָּמִ֖ן).[16] Este nombre aparece en la «Inscripción yemení» entre los diez nombres de los barrios sacerdotales y sus respectivas ciudades y pueblos (cf. Versículo 3 «Secanías»).[17]
- «Moadiah»: del hebreo מוֹעַדְיָ֖ה; escrito como «Maadiah» (מַֽעַדְיָ֖ה) en Nehemías 12:5.[24] Probablemente sea lo mismo que » Maaziah« (מַֽעַזְיָ֖הוּ), el nombre del vigésimo cuarto de los »24 turnos sacerdotales" en 1 Crónicas 24.[25]

## Dedicación gozosa (12:27–43)
Estos versículos describen la dedicación gozosa de la obra terminada orquestada por Nehemías, dentro del marco de una estructura ordenada simétricamente de la siguiente manera: 
A Preparativos para la dedicación gozosa (versículos 27–30)
B Dos compañías designadas (versículo 31a)
C Una va a la derecha sobre el muro (versículos 31b, 37)
C' Una va a la izquierda sobre el muro (versículos 38-39)
B' Dos compañías se encuentran y se paran en la casa de Dios (versículo 40)
A' Acto de gozosa dedicación (versículo 43)
El tono exuberante de este pasaje queda indicado por el marco de «alegría» que enmarca esta sección (versículo 27, cinco veces en el versículo 43), como exposición final tras su uso previo en algunos puntos de inflexión de la narración: 
- Ezra 3:12–13: la colocación de los cimientos
- Esdras 6:16: la dedicación del templo
- Nehemías 8:12: la respuesta inicial del pueblo a la lectura de la ley por parte de Esdras[33]

En los versículos 32-36 y 41-42 se registran dos listas de participantes, que también muestran una notable simetría:
- Primera compañía, procesamiento a la derecha (versículos 32-36):

A. Oseas y la mitad de los príncipes de Judá (versículo 32)
B. Siete sacerdotes con trompetas (versículos 33-35a)
C. Zacarías y ocho instrumentistas levitas (versículos 35b-36a)
X. Esdras, el escriba (versículo 36b)
- Segunda compañía, procesando a la izquierda (versículos 38-42)

A. Nehemías y la mitad de la gente/funcionarios (versículos 38-40)
B. Siete sacerdotes con trompetas (versículo 41)
C. Jesrahaías y ocho cantantes levitas (versículo 42)

### Versículo  36
Y sus hermanos, Semaías, Azarael, Milalai, Gilalai, Maai, Natanael y Judá, Hanani, con los instrumentos musicales de David, el hombre de Dios»,
y Esdras el escriba delante de ellos». 
- «De David»: o «prescritos por David» (NVI, NLT); TEV «del tipo tocado por David», pero «la relación precisa de estos instrumentos musicales con David no está clara».[35]

La aparición de «Esdras, el escriba» (versículo 36b) proporciona la principal evidencia de la contemporaneidad de Esdras y Nehemías.

### Versículo 39
Y desde la puerta de Efraín, y desde la puerta vieja, y desde la puerta del Pescado, y desde la torre de Hananeel, y desde la torre de Mea, hasta la puerta de las Ovejas: y se pararon en la puerta de la Cárcel.
- «Torre de Hananeel»: un hito muy conocido, que también se menciona en Nehemías 3:1; Jeremías 31:38; Zacarías 14:10, que se encuentra a medio camino entre «la puerta de las ovejas» y «la puerta de los peces», en la esquina noreste de Jerusalén, y desde este punto, la muralla que había corrido hacia el noroeste desde la puerta de las ovejas ahora giraba hacia el oeste. [31]|

### Versículo 42
Y Maasías, y Semaías, y Eleazar, y Uzi, y Johanán, y Malquías, y Elam, y Ezer. Y los cantores cantaban en alta voz, con Jezraías su supervisor.
- «Cantaron en voz alta»: en hebreo, literalmente, «hicieron oír su voz».[38]

### Versículo 43
También ese día ofrecieron grandes sacrificios y se regocijaron, porque Dios los había hecho regocijarse con gran alegría: las esposas y los hijos también se regocijaron, de modo que el gozo de Jerusalén se oyó incluso desde lejos.
Las palabras «alegría» y «regocijarse» aparecen cinco veces en esta frase: «Este versículo está lleno de alegría; pero antes del regocijo viene la abundante ofrenda de sacrificios». El comentarista metodista Joseph Benson señala que la seguridad de las murallas significaba que « podían alabar al Señor allí sin ser molestados ni temer nada».

## La organización del culto (12:44-47)
La última parte de este capítulo se centra en los sacerdotes y levitas que ayudan a la gente a adorar a Dios en el Templo, ya que sus necesidades eran atendidas por las mismas personas. David fue mencionado dos veces, lo que indica que el pueblo estaba emulando las tradiciones establecidas desde el momento en que «Dios ordenó a David que construyera el Templo». El versículo 47 también confirma que el patrón de llevar comida a los trabajadores del Templo ya se observaba desde la época de Zorobabel, cuando se reconstruyó el Templo, y se practicó de forma constante hasta la época de Nehemías. Esto explica la ira de Nehemías unos años más tarde cuando oyó que la gente había dejado de proveer a las necesidades de los trabajadores del Templo (Nehemías 13:10-13).

### Versículo 44
Y en aquel tiempo fueron puestos algunos sobre las cámaras de los tesoros, de las ofrendas, de las primicias y de los diezmos, para juntar en ellas, de los campos de las ciudades, las porciones legales para los sacerdotes y levitas; porque Judá se regocijaba por los sacerdotes y levitas que servían.
- «De los campos»: La traducción dice מִשְּׂדֵי («missede», «de los campos») en lugar de la lectura del TM לִשְׂדֵי («lisde», «a los campos»).[45]
- «Para Judá»: aquí en el sentido de «el pueblo de Judá», ya que «Judá» puede ser «un nombre propio así como un topónimo».[46]
- «Esperaban»: hebreo: «permanecieron», NKJV: «ministraron»;[47] o «de pie», NET Bible: «estaban ministrando».[48]

## Lecturas complementarias
- Blenkinsopp, Joseph, "Ezra-Nehemiah: A Commentary" (Eerdmans, 1988)
- Blenkinsopp, Joseph, "Judaism, the first phase" (Eerdmans, 2009)
- Coggins, R.J., "The Books of Ezra and Nehemiah" (Cambridge University Press, 1976)
- Ecker, Ronald L., "Ezra and Nehemiah", Ecker's Biblical Web Pages, 2007.
- Grabbe, L.L., "Ezra-Nehemiah" (Routledge, 1998)
- Grabbe, L.L., "A history of the Jews and Judaism in the Second Temple Period, Volume 1" (T&T Clark, 2004)
- Throntveit, Mark A. (1992) "Ezra-Nehemiah". John Knox Press